# Maxwellia gemma
Maxwellia gemma, tên tiếng Anh: gem murex, là một loài ốc biển, là động vật thân mềm chân bụng sống ở biển trong họ Muricidae, họ ốc gai.